# کاروانسرای سفید
کاروانسرای سفید مربوط به دوره صفوی است و در شهرستان گرگان، بخش مرکزی، روستای چهارباغ واقع شده و این اثر در تاریخ ۱۰ بهمن ۱۳۸۳ با شمارهٔ ثبت ۱۱۲۶۶ به‌عنوان یکی از آثار ملی ایران به ثبت رسیده است.